# De quo
De quo è una locuzione latina dal significato di "in questione" oppure "in esame" o anche "di cui trattasi", "in argomento".
Letteralmente vuol dire "di cui" in quanto la locuzione è formata dalla particella de che in latino regge l'ablativo. Quo è l'ablativo di qui, quae, quod, pronome relativo latino.
È un'espressione utilizzata correntemente nel linguaggio giuridico specialmente nelle forme "il caso de quo" (il caso di cui trattasi) o "la sentenza de qua" (la sentenza di cui trattasi).